# Phare de Fenwick Island

Le phare du Fenwick Island (en anglais : Fenwick Island Light) est un phare côté situé à Fenwick Island, à la frontière du Maryland, dans le Comté de Sussex, Delaware.
Il est inscrit au Registre national des lieux historiques depuis le 13 août 1979 sous le n° 79000642.

## Historique

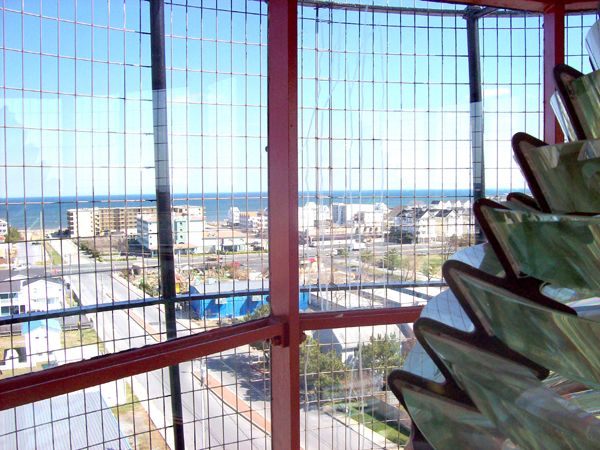
Vue vers l'est-sud-est en direction de l'Océan Atlantique depuis le sommet du phare de l'île de Fenwick.

En 1856, le Congrès des États-Unis a affecté 25.000 $ au phare de Fenwick Island et, le 11 janvier 1858, un terrain de 10 acres pour la station a été obtenu. Le phare a été achevé le 29 décembre 1858, mais ne sera pas allumé avant le 1er août 1859. La construction a été supervisée par le capitaine de l'armée américaine William F. Raynolds. Le phare a été construit sur une péninsule isolée dans la partie la plus méridionale du Delaware, à la limite de l'État du Maryland. Il est en brique, avec un escalier en colimaçon central en fonte et équipé d'une lentille de Fresnel du troisième ordre. Il a été automatisé en 1940.
Le phare a été mis hors service en 1978 et est resté inactif pendant plusieurs années. Un mouvement public pour sauver le phare a entraîné le transfert de la propriété du phare à l'État du Delaware, et le phare a été relancé en 1982. En 1997, après de vastes efforts de collecte de fonds, le phare vieillissant rapidement a subi une pleine restauration. Il a été réactivé en juillet 1998.
Le phare appartient à l'État du Delaware et est entretenu par le New Friends of the Fenwick Island Lighthouse , un organisme privé à but non lucratif. Le phare est maintenant entouré d'un quartier de maisons et d'entreprises. Les visiteurs peuvent entrer dans sa base pour voir un petit musée et une boutique de cadeaux. Le phare, cependant, n'est pas ouvert pour la montée vers la lanterne.

## Description
Le phare  est une tour cylindrique en brique de 26 m de haut, avec galerie et lanterne. La tour et blanche et la lanterne est noire.
Il émet, à une hauteur focale de 25 m, une longue lumière blanche de 7.5 secondes par période de 13 secondes. Sa portée est de 15 milles nautiques (environ 28 km).

## Caractéristiques dufeu maritime
Fréquence : 13 secondes (W)
- Lumière : 7.5 seconde
- Obscurité : 5.5 secondes

Identifiant : ARLHS : USA-283 ; USCG : 2-0205 ; Admiralty : J1354 .

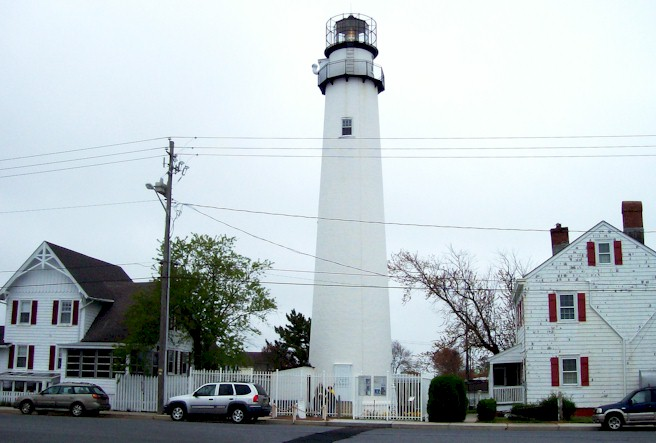
Le phare en 2008
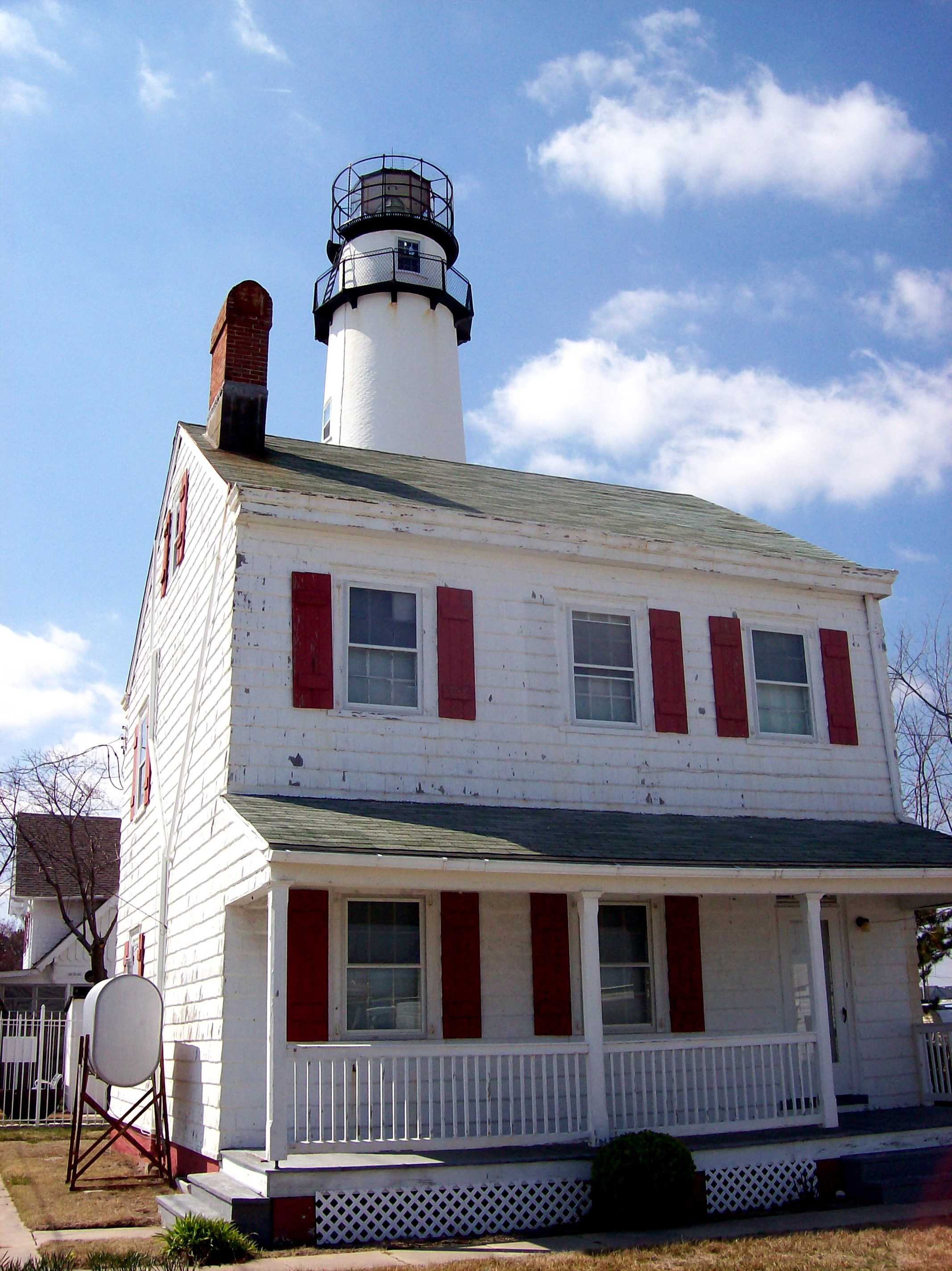
Le phare

### Lien connexe
- Liste des phares du Delaware